# Catetere centrale ad inserimento periferico
Il catetere centrale ad inserimento periferico (PICC, dall'inglese Peripherally Inserted Central Catheter) è un tipo di catetere venoso centrale che può essere usato per terapie chemioterapiche di lungo periodo, terapia antibiotica o nutrizione parenterale totale.  
Questi tipi di CVC, proposti per la prima volta negli anni '70, sono un'alternativa valida e poco invasiva rispetto ai cateteri venosi centrali per via succlavia, giugulare o femorali, che hanno un più alto tasso di infezione catetere correlata. 
Inoltre i cateteri venosi centrali inseriti per via succlavia o giugulare possono provocare complicanze più o meno gravi se non eseguite da mani esperte e competenti, pneumo-emotorace (aria-sangue nello spazio pleurico del polmone o nel torace), mentre i PICC non hanno questo tipo di problema, dato che sono ad inserzione periferica ed ecoguidati. Con essi, quindi, il rischio di ledere strutture nobili e particolarmente pericolose è quasi nullo. Possono tranquillamente essere inseriti in pazienti con pochissime piastrine ed immunodepressi (pazienti ematologici) ma, più importante, ancora, è un dispositivo che può essere impiantato da Infermieri esperti che hanno conseguito un master in accessi venosi o un training adeguato. Nella legislazione italiana l'impianto è di stretta competenza medica/infermieristica e non di personale non sanitario.

## Posizionamento
La venipuntura per l'inserimento PICC viene praticata su una vena nel braccio, come la Basilica (la preferita, in genere isolata, ed un percorso più lineare); le vene Brachiali, normalmente due, che insieme all'arteria brachiale formano il famoso Mickey Mouse, punto di riferimento ecografico per l'impiantatore, o la vena Cefalica, ricercata sovente nei pazienti obesi. Il PICC viene quindi fatto avanzare verso il cuore attraversando vene sempre più grandi: Ascellare, Succlavia, Giugulare, Tronco Anonimo, Cava Superiore, finché la punta distale si posiziona nella giunzione cavo-atriale.
I PICC possono essere posizionati da medici (chirurghi, anestesisti etc) o infermieri purché entrambi siano adeguatamente formati. Il posizionamento del PICC è una procedura sterile ma non richiede l'uso di una sala operatoria. Il campo sterile può anche essere creato al letto del paziente e deve essere mantenuto per tutta la durata dell'impianto. Ciò ne ha permesso negli anni un utilizzo sempre più esteso anche in ambito domiciliare (Presidio decisamente versatile).
Per accedere a vasi periferici più profondi e di diametro maggiore (che riducono il rischio di trombosi), si utilizza una puntura ecoguidata. Ovvero si identifica il vaso profondo (2/3 cm) con l'ecografo e si effettua una puntura con un ago ecogenico (ovvero rilevabile agli ultrasuoni). Si utilizza poi la tecnica di Seldinger per incannulare il vaso.
La lunghezza di un PICC varia dai 25 ai 60 cm . Ed in funzione delle dimensioni del paziente viene regolato a misura . Alcuni PICC devono essere tagliati alla lunghezza desiderata prima dell'inserimento utilizzando le misure antropometriche (punto di inserzione metà clavicola, terzo spazio intercostale, i tre parametri ci daranno la lunghezza totale del cvc da utilizzare) ; altri invece vengono lasciati per tutta la loro lunghezza e l'eccedenza viene lasciata all'esterno; altri ancora sono tagliati dopo aver stabilito che la punta del catetere è posizionata correttamente magari con tecnica dell'ECG intracavitario. Di solito i PICC hanno un mandrino interno. Questo filo (di norma metallico) viene fornito dal produttore per irrigidire il CVC (altrimenti molto flessibile) in modo che possa passare più agevolmente attraverso il lume e pareti delle vene. Il filo viene rimosso ed eliminato dopo aver verificato il corretto posizionamento della punta dell'impianto.
Il PICC è inoltre dotato di un dispositivo di ancoraggio / fissaggio non traumatico di tipo adesivo con colla dedicata detto Statlock ( o altri modelli chiaramente ma tutti senza l'ausilio dei punti di sutura )  Il fissaggio dei PICC (che previene lo spostamento del catetere e quindi del dislocamento secondario ) è molto importante anche al fine di ridurre le complicanze infettive.

## Utilizzo
I PICC possono rimanere in situ per lunghi periodi di tempo, tra sette giorni a 12 mesi, anche se le ultime linee guida del CDC suggeriscono di non rimuovere il catetere se non presenta complicazioni. Vengono utilizzati sia in ospedale che sul territorio. I PICC possono essere utilizzati anche per la somministrazione endovenosa di nutrizione parenterale totale (NPT), chemioterapia,  terapia antibiotica e altri farmaci che non possono essere utilizzati per via periferica, possono essere utilizzati anche per il prelievo di sangue se il lume è almeno di 4 Fr.. oppure si sta utilizzando un Power-Picc (picc ad alto flusso) Per mantenere la pervietà del cvc , la gestione PICC deve includere oltre alle regolari medicazioni del punto di inserzione con presidi dedicati ad intervalli estremamente regolari di circa 7 / 10 gg (chiaramente sempre da personale altamente specializzato o nei centri picc tem appositi situati in genere sul territorio) lavaggi regolari con soluzione fisiologica con utilizzo di siringhe da 10 ml e solo da 10 ml a pressione pulsante.
Le complicazioni dei PICC possono essere di tipo occlusivo (occlusione del catetere da trombo o da farmaco), flebitico - trombotico (in genere del vaso incannulato o nella curvatura naturale dello stesso nella strada verso il cuore) e infettive. Per ridurre il rischio di infezione Picc-correlate coloro che sono coinvolti nel processo gestionale del CVC devono rispettare rigorosamente le severe procedure ed i protocolli.
La pressione arteriosa non dovrebbe essere presa sul braccio dove è stato impiantato il PICC,evitare dove possibile di dormirci con il peso del corpo sopra inoltre il braccio dove è presente l'impianto picc non deve subire carichi eccessivi di peso (utilizzo di pesi in palestra; bambini in braccio ecc...)
I PICC possono anche essere usati per misurare la pressione venosa centrale, che è una stima approssimativa della pressione atriale del cuore e può dare informazioni preziose sullo stato dei fluidi (monitoraggio emodinamico).

## Rimozione
Nella maggior parte dei casi, la rimozione di un PICC è una procedura semplice. Generalmente, il PICC può essere rimosso in totale sicurezza e rapidamente da un infermiere addestrato, anche al domicilio del paziente, in pochi minuti. Dopo la rimozione, il sito di inserzione è normalmente medicato con garza sterile e mantenuto asciutto per un paio di giorni, durante i quali la ferita si chiude.